# 대전광역시경찰청
대전광역시경찰청(大田廣域市警察廳, Daejeon Metropolitan Police Agency)은 대전광역시의 치안에 관한 사무를 관장하는 기관이다. 청장은 치안감으로 보한다.

## 연혁
- 2007년 7월 2일: 충남지방경찰청에서 분리되어 대전광역시지방경찰청 개청
- 2021년 1월 1일: 자치경찰제 도입에 따라 대전광역시경찰청으로 변경

## 조직
청장
- 청문감사담당관
- 홍보담당관
- 정부대전청사경비대
- 특공대
- 대전제1기동대

| 1부장 - 경무과 - 경무계 - 기획예산계 - 인사계 - 교육계 - 경리계 - 청사관리계 - 정보화장비과 - 정보화장비기획계 - 정보통신운영계 - 장비관리계 - 정보과 - 정보1·2·3·4계 - 보안과 - 보안계 - 외사계 | 2부장 - 112종합상황실 - 생활안전과 - 생활안전계 - 생활질서계 - 여성청소년과 - 여성보호계 - 아동청소년계 - 수사과 - 수사1·2계 - 금융범죄수사팀 - 강력계 - 광역수사대 - 과학수사대 - 마약수사대 - 사이버수사대 - 수사이의조사팀 - 경비교통과 - 경비경호계 - 작전의경계 - 교통계 - 교통안전계 - 교통운영계 |

## 경찰관서
- 대전중부경찰서
- 대전동부경찰서
- 대전대덕경찰서
- 대전둔산경찰서
- 대전서부경찰서
- 대전유성경찰서
- 정부대전청사경비대